# Pflegehelfer (Schweiz)
Pflegehelfer/in ist eine Ausbildung, die vom Schweizerischen Roten Kreuz angeboten wird. Sie umfasst 120 Stunden Theorie-Unterricht mit anschliessend 12 Tagen Praktikum. Die Dauer und der Inhalt kann je nach kantonaler Sektion des SRK größer sein. 

## Ausbildung
Die Kurse kosten rund 2000 Franken und die Inhalte des Lehrgangs umfassen Körperpflege des Patienten, Lagerung, Essen eingeben, zur Toilette führen, Kommunikation und Sterbebegleitung.
Die Ausbildung wird mit dem Erhalt des SRK-Ausweises abgeschlossen. Pflegehelfer sind vor allem in Altersheimen zu finden.
Neben dem beruflichen Einstieg in den Pflegebereich kann die Ausbildung auch dazu genutzt werden, sich auf die Pflege und Betreuung von Angehörigen vorzubereiten.

## Voraussetzungen
Die Voraussetzungen für die Ausbildung sind unter anderem:
- Mindestalter 16[1][4] oder 18 Jahre[2] (je nach Sektion)
- Deutsch mündlich und schriftlich (→ Sprachtest)
- Verstehen des Schweizer Dialekts
- Besuch der Informationsveranstaltung

## Weiterqualifikation
Pflegehelfer mit SRK-Ausweis können sich beim SRK weiterqualifizieren.
Als Fernziel können Pflegehelfer auch das Qualifikationsverfahren zum Fachmann Gesundheit ins Auge fassen.